# Adolfo Milman
Russo, właśc. Adolfo Milman (ur. 26 lipca 1915, zm. 11 sierpnia 1980 w Rio de Janeiro) – piłkarz brazylijski, występujący podczas kariery na pozycji napastnika.

## Kariera klubowa
Karierę piłkarską Russo zaczął we Fluminense FC w 1934 roku i grał w nim do 1937. Podczas tego okresu Russo wygrał z Fluminense dwukrotnie mistrzostwo stanu Rio de Janeiro – Campeonato Carioca w: 1936 i 1937 roku.
W 1938 roku wyjechał do Francji do klubu Cerele. W 1940 powrócił do Fluminense FC i grał w nim do zakończenia kariery 1944 roku. Podczas tego okresu Russo wygrał z Fluminense dwukrotnie mistrzostwo stanu Rio de Janeiro – Campeonato Carioca w: 1940 i 1941 roku.

## Kariera reprezentacyjna
Jedyny raz w reprezentacji Brazylii Russo zagrał 21 stycznia 1942 w meczu z reprezentacją Peru podczas Copa América 1942, na którym Brazylia zajęła trzecie miejsce.